# Protocole orienté connexion
Un protocole réseau orienté connexion est un protocole qui livre un flux de données dans le même ordre que celui dans lequel il a été envoyé, après avoir d'abord établi une session de communication. Cela peut être une connexion de type commutation de circuits, ou de type circuit virtuel dans le cas d'un réseau de commutation de paquets. Dans ce dernier cas, il identifie les flux de trafic par un identifiant de connexion plutôt que par l'utilisation explicite des adresses source et destination. Typiquement, cet identifiant de connexion est un nombre entier (10 bits pour Frame relay, 24 bits pour ATM par exemple). Cela permet aux commutateurs réseau d'être beaucoup plus rapide (puisque les tables de routage ne sont que de simples tables de correspondance, et il est donc facile de les implémenter au niveau du matériel). L'impact est si grand, en fait, que des protocoles à l'origine sans connexion, comme le trafic IP, sont étiquetés par des entêtes orientées connexion (comme avec MPLS ou le champ Flow ID existant en IPv6). Un exemple de protocole orienté connexion au niveau de la couche transport est le protocole TCP.
Les protocoles orientés connexion ne sont pas nécessairement des protocoles fiables. ATM et Frame Relay, par exemple, sont deux exemples de protocoles orientés connexion non fiable. Il y a aussi des protocoles fiables sans connexion, comme AX.25 quand il passe les données dans des trames I. Mais cette combinaison est rare, et le fiable/sans connexion est inhabituel dans les réseaux commerciaux et académiques.
Les protocoles orientés connexion supportent beaucoup plus efficacement le trafic temps réel que les protocoles sans connexion, c'est pourquoi ATM est remplacé par des protocoles Ethernet avec connexion (TCP, SCTP) pour porter les flux de trafic isochrone temps-réel, en particulier dans des réseaux fortement agrégés comme les dorsales (backbones), où la devise "la bande passante est peu chère" n'arrive pas encore à tenir ses promesse[réf. souhaitée]. 
Des protocoles orientés connexion ont été conçus ou modifiés pour s'adapter à la fois aux données orientés connexion et sans connexion.

## Liste de protocoles orientés connexion
- TCP
- DCCP
- Appel téléphonique - un utilisateur doit composer le numéro de téléphone, avoir une réponse avant de pouvoir transmettre des données.
- ATM
- Frame Relay
- TIPC
- SCTP
- IPX/SPX